# Livregementets husarer
Livregementets husarer (K 3) är ett kavalleriförband inom svenska armén som verkat i olika former sedan 1815. Förbandsledningen är sedan 1984 förlagd i Karlsborgs garnison i Karlsborg. Åren 1815–1974 var regementet en del av Kungl. Maj:ts Liv- och Hustrupper.

## Historia

### Bildandet
Livregementets husarer härstammar från de ryttarfanor som sattes upp av Gustav Vasa 1536 i Uppland (Upplandsfanan), Södermanland, Västmanland, Närke och Värmland. Dessa sammanfördes till två regementen vilka enligt 1634 års regeringsform sammanfördes till ett. Regementet benämndes från 1636 vanligtvis Upplands ryttare. Dess förste chef var Isak Axelsson Silversparre. Den 26 november 1667 upphöjdes regementet till kunglig livtrupp, som tack för sina insatser under Karl X Gustavs fälttåg, och fick namnet Livregementet till häst. Samtidigt utnämndes greve Otto Wilhelm von Königsmarck till chef för regementet. Regementet utmärkte sig för stor tapperhet i slaget vid Lund 1676, under Nils Bielkes befäl. Karl XI lär ha yttrat efter segern: "min krona hängde på Bielkes värjspets, och att jag näst efter Gud har min tappre Bielke samt mitt Livregemente att tacka för segern". Bielkes berömda värja finns fortfarande bevarad inom familjen.
År 1680 blev regementet indelt inom östra Svealand. Livregementet till häst var det enda regemente inom Stockholms garnison som inte var värvat. År 1785 bildades en särskild trupp lätta dragoner vid regementet. Den bildades genom att 18 man från respektive kompani tillfördes dragonerna, som bildade fyra kompanier om 36 man i vardera. Denna styrka utökades senare och 1789 under det ryska kriget uppträdde man som eget förband om 300 man, sex kompanier, under namnet Lätta Dragonkåren av Kungl. Maj:ts Livregemente. 
År 1791 omorganiserades regementet till en brigad bestående av Livregementsbrigadens kyrassiärkår, som bestod av kompanierna som låg närmast huvudstaden, och som utgjorde tungt kavalleri. Livregementsbrigadens lätta dragonkår bestod av Örebro, Fellingsbro, Östra Närkes och Vadsbo kompanier. Livregementsbrigadens lätta infanteribataljon bestod av kompanierna i Västmanland, och från 1804 även Södermanlands kompani. År 1815 blev Livregementsbrigadens lätta dragonkår självständig och fick namnet Livregementets husarkår. Kåren var indelt främst i Närke och norra Västergötland.
Den rangordning som hade fastställts i 1634 års regeringsform började halta och skapa luckor efter freden i Fredrikshamn den 17 september 1809, då Finland tillföll Ryssland och de svenska regementen i Finland upplöstes. Därmed fanns det ett behov med att skapa ett nytt system. Under kronprins Karl Johans tid infördes 1816 ett nytt numreringssystem, där de svenska regementena genom en generalorder den 26 mars 1816 tillfördes ett officiellt ordningsnummer, till exempel № 3 Livregementets husarkår. Till grund för numreringen låg inte bara ett regementes status, utan också de svenska landskapens inbördes ordning, samt att Svealand, Götaland och Norrland skulle varvas. De lägsta ordningsnumren tilldelades "liv- och hus- trupperna". Dessa nummer hade dock ingenting med rangordningen att göra, vilket bland annat framgår av gamla förteckningar där infanteri- och kavalleriförband är blandade just med hänsyn till rang och värdighet.
I regeringens proposition 1902:1 konstaterades det att kavalleriets nuvarande kasernetablissement inte kunde inrymma den verksamhet som beslutat genom försvarsreformen 1901, det vill säga det saknades tillfredsställande förläggningsmöjligheter för både personal och hästar. För Livregementets husarer och Smålands husarregemente ansågs situationen vara så pass ohållbar att helt nya kasernetablissement föreslogs. År 1902 fick arméförvaltningen i uppdrag av regeringen att sluta avtal med Skövde om upplåtande mark till kasernetablissement för Livregementets husarer och Första Göta trängkår.
I samband med 1914 års härordning justerades 1914 samtliga ordningsnummer inom armén. För till exempel Livregementets husarer innebar det att regementet blev tilldelad beteckningen K 3. Justeringen av beteckningen gjordes för att särskilja regementen och kårer mellan truppslagen. Det med bakgrund till att namn och nummer som till exempel № 3 Livregementets grenadjärkår och № 3 Livregementets husarkår kunde förefalla egendomliga för den som inte kände till att förbanden ifråga tillhörde skilda truppslag.
Inför 1955 års riksdag föreslog regeringen för riksdagen, på förslag från chefen för armén Carl August Ehrensvärd, en viss reducering av arméns organisation. Bland annat föreslogs att antalet stamridhästar skulle minskas vid kavalleriet, från 1455 till 435 hästar till budgetåret 1959/1960. Vidare föreslogs en reducering av kavalleriets organisation, där Livregementets husarer föreslogs att från budgetåret 1956/57 reduceras till att omfatta en bataljon. Bataljonen skulle samtidigt administrativt underställas Skaraborgs pansarregemente (P 4). Utbildningen av beridna jägare skulle överföras till Norrlands dragonregemente (K 4), samt att fältpolisutbildningen vid Svea livgarde skulle överföras till Livregementets husarer. Livregementets husarer skulle från denna tidpunkt utbilda 150 jägare på motorcykel och cykel samt 200 fältpoliser. I stort sett avhästades Livregementets husarer genom denna omorganisation. Av förbandets 432 stamridhästar kom endast 15 stamridhästar att bibehållas, dessa behölls av anledningen att officerarna skulle kunna vidmakthålla sin ridskicklighet för krigsplacering vid jägarskvadronerna.
Genom ett Kungligt brev från den 11 maj 1955 beslutades att regementet skulle reduceras med en bataljon. Därmed upphörde utbildning av manskap för beriden tjänst vid kavalleribataljonen. Vid denna tidpunkt omfattade bataljon cirka 600 hästar av olika kategorier. Dock var ett stort antal av dessa hästar redan utackorderade och placerade vid andra förband. Kvar vid regementet kvarstod endast 15 stamhästar, som bibehölls för befälets utbildning. Den 1 juli 1955 reducerades regementet till att omfatta en bataljon, vilken administrativt underställdes Skaraborgs pansarregemente (P 4). Även om Livregementets husarer var administrativt underställda Skaraborgs pansarregemente, lydde fortfarande sekundchefen under militärbefälhavaren, avseende utbildning och övningar. Även underofficerarna och officerarna var fortfarande placerade inom kavalleriet. Livregementets husarer var nu avsuttna och en bataljon hade utgått. Den kvarstående bataljonen organiseras till att utbilda jägarförband. Även den till Svea livgarde förlagda utbildningen av fältpoliser skulle överföras till Livregementets husarer. Totalt skulle den årliga utbildningen uppgå till 150 jägarsoldater på motorcykel och cykel samt omkring 200 fältpoliser (MP).

### Reduceringen
Inför försvarsbeslutet 1958 föreslog chefen för armén att Livregementets husarer skulle avvecklas och utbildningen skulle fördelas på andra förband. Bakgrunden var att armén skulle minska sin krigsorganisation. Spaningsutbildningen föreslogs överföras till pansarinfanteriregementena, medan fältpolisutbildningen föreslogs återföras till Svea livgarde. Det kasernområde som Livregementets husarer efterlämnade sig föreslogs utnyttjas helt för Signalbataljonen i Skövde (S 2), som samtidigt skulle ombildas till en signalkår. Därigenom kunde området nyttjas för signalutbildning, samt att en flytt av teletekniska installationer då kunde undvikas. År 1959 föreslogs om en ändring av delar av försvarsbeslutet, där Signalbataljonen i Skövde nu istället föreslogs omlokaliseras till Karlsborgs garnison, för att där organiseras som ett signalregemente. Det med bakgrund till att Karlsborgs luftvärnsregemente samtidigt föreslogs för att avvecklas. Omlokaliseringen av fältpolisutbildningen kvarstod dock, då förutsättningarna ansågs bättre i Stockholm jämfört med Skövde. Spaningsutbildningen skulle dock kvarstå i Skövde. Med bakgrund till att utbildningskontingenten nu minskades, föreslogs att Livregementets husarer skulle kvarstå administrativt och förvaltningsmässigt till Skaraborgs pansarregemente. Därmed ansågs samtidigt att matsalen samt viss förrådsverksamhet kunde avvecklas vid kasernetablissementet, då detta produktionsstöd kunde fås från Skaraborgs pansarregemente.

### OLLI-reformen
I samband med OLLI-reformen, vilken genomfördes inom försvaret åren 1973–1975, sammanslogs Skaraborgs regemente med Skövde försvarsområde (Fo 43), som med sammanslagningen bytte namn till Skaraborgs försvarsområde. Från den 1 juli 1974 bildades försvarsområdesregementet P 4/Fo 35. Detta medförde att inom Skaraborgs försvarsområde blev Skaraborgs regemente ett A-förband (försvarsområdesregemente), Göta trängregemente och Göta signalregemente blev B-förband (utbildningsförband) och Livregementets husarer (K 3) blev ett C-förband. Skaraborgs regemente fick det samlade mobiliserings- och materialansvaret inom försvarsområdet och B- och C-förbanden svarade endast som utbildningsförband. Med reformen kvarstod Livregementets husarer som ett fristående utbildningsförband med egen chef, men förblev förvaltningsmässigt anslutet till Skaraborgs regemente.

### 1974 års regeringsform
I samband med att 1974 års regeringsform trädde i kraft den 1 januari 1975, ändrades namnet på regementet från Kungliga Livregementets husarer till enbart Livregementets husarer. Samtidigt fråntogs Konungen den formella rollen som högste befälhavare för krigsmakten, vilket även kom att gälla rollen som regementschef över gardesförbanden. Från den 1 januari 1975 blev monarken istället hederschef över gardesförbanden. 

### Försvarsbesluten
Genom att Livgardesskvadronen omorganiserades den 1 juli 1975 till regemente, kom militärpolisutbildningen att överföras från Livregementets husarer (K 3) till Livgardets dragoner (K 1). I samband med övergången från utbildning i kompani till bataljon blev Livregementets husarer 1976 åter regemente. Inför försvarsbeslutet 1982 föreslog Överbefälhavaren (ÖB) att Livregementets husarer (K 3) senast 1985 skulle omlokaliseras till Karlsborg. Detta med anledning att ÖB även ville avveckla Göta signalregemente (S 2), för att starkt begränsa signalutbildningen där. Vidare önskade ÖB att inom Skövde garnison omlokalisera Göta trängregemente (T 2). Regeringen delade Överbefälhavarens förslag, som därmed föreslog för riksdagen att Livregementets husarer (K 3) skulle överta myndighetsansvaret för Fallskärmsjägarskolan, samt ansvaret för viss stabs- och sambandsutbildning i Karlsborg. Det kasernområde som friställdes med omlokaliseringen av Livregementets husarer (K 3), skulle istället utnyttjas för att samlokalisera kvarvarande förband på andra platser i Skövde.
Inför försvarsbeslutet 1996 föreslog Försvarsmakten att omlokalisera Livregementets husarer till Borås för att där bilda en större armégarnison bestående av Älvsborgs regemente, Älvsborgsbrigaden och Livregementets husarer. Regeringen ansåg emellertid att Livregementets husarer skulle kvarstå i Karlsborg. Dock ansåg man att stabs- och sambandsförband skulle upphöra vid regementet, vilket medförde att Göta signalbataljon avvecklades den 31 december 1997.
Inför försvarsbeslutet 2000 var regeringens utgångspunkt att det endast behövdes två enheter för att tillgodose Försvarsmaktens framtida behov av skilda slag av jägarförband. En enhet för avseende utbildning av Norrlandsjägare, och den andra avseende utbildning av underrättelse- och säkerhetsförband. När det gällde vilket förband som skulle kvarstå för utbildning av Norrlandsjägare föll valet på Norrlands dragonregemente, där valet stått mellan Norrlands dragonregemente (K 4) och Lapplands jägarregemente (I 22). I valet av vilket förband som skulle kvarstå för utbildning av underrättelse- och säkerhetsförband, var regeringens kravbild att förbandet skulle ha goda utbildningsförutsättningar och infrastruktur, för bland annat träning i fallskärmshoppning och närhet till transportflyg. I det valet stod mellan Livgardets dragoner (K 1) och Livregementets husarer (K 3). Gällande Livgardets dragoner ansåg dock regeringen att förbandet saknade förutsättningar för den samordning och koncentrering som ansågs nödvändig för en huvudenhet för jägarutbildning. Därmed föreslog regeringen i sin proposition att Livregementets husarer (K 3) och Norrlands dragonregemente (K 4) skulle kvarstå i grundorganisationen, medan Livgardets dragoner (K 1) och Lapplands jägarregemente (I 22) skulle avvecklas.

### Solitären inom truppslaget
Inför försvarsbeslutet 2004 föreslog regeringen att endast ett jägarförband skulle kvarstå i grundorganisationen, av Livregementets husarer (K 3) och Norrlands dragonregemente (K 4). I valet mellan de två regementena så framhöll regeringen att Livregementets husarer ansågs vara en integrerad enhet med utbildning av underrättelseförband inklusive fallskärmsjägare och luftburna enheter. Till detta kom även att den särskilda skyddsgruppen är lokaliserad till Karlsborg. Vidare framhölls den närhet Livregementets husarer har till goda övnings- och skjutfält, närhet till mekaniserade förband och underhållsförband i Skövde samt den militära flygplatsen i Karlsborg. Gällande Norrlands dragonregemente ansåg regeringen att förbandet enbart var en plattform med utbildning av jägarförband, samt med en begränsad verksamhet på inom garnisonsorten. Därför föreslog regeringen för riksdagen att Livregementets husarer (K 3) skulle kvarstå, och Norrlands dragonregemente (K 4) skulle avvecklas. Med försvarsbeslutet 2004 följde även avveckling av fyra militärdistrikt. Militärdistriktens främsta uppgifter var territoriell verksamhet, utbildning av hemvärns- och frivillig personal samt insatser, i första hand inom ramen för stöd till samhället. Genom avvecklingen av militärdistrikten underställdes utbildningsgruppen Örebro-Värmlandsgruppen från den 1 januari 2006 Livregementets husarer.
Genom försvarsbeslutet 2009 beslutades att Försvarsmakten skulle organisera åtta manöverbataljoner. För regementets del att regementet skulle sätta upp 31. luftburna bataljonen (vilken var den 7. lätta skyttebataljonen) och 32. underrättelsebataljonen. 7. lätta manöverbataljonen delades Livgardet (LG) och Livregementets husarer (K 3).
Genom försvarsbeslutet 2015 beslutades bland annat att den 7. lätta skyttebataljonen utvecklas till två bataljoner - en motoriserad skyttebataljon som inordnas i brigadstridsgrupperna, samt en lätt fristående skyttebataljon som samtidigt skulle bli lufttransportabel. I praktiken innebar det att 7. lätta skyttebataljonen delades i två delar. Vid Livgardet bildades 12. motoriserade skyttebataljonen, samt vid Livregementets husarer bildades 31. lätta bataljonen.
Den 1 januari 2013 bildades fyra militärregioner, där Västra militärregionen underställdes chefen för Skaraborgs regemente, men löd under chefen insatsledningen i Högkvarteret avseende markterritoriell ledning i fred, kris och krig. Chefen för Örebro-Värmlandsgruppen var dock fortfarande underställd chefen Livregementets husarer gällande produktionsledning av hemvärnsförbanden samt insatsledning inom utbildningsgruppernas geografiska område. Den 1 januari 2018 delades dock ledningen av Skaraborgs regemente och Västra militärregionen, det genom att en separat chefsbefattning för Västra militärregionen tillsattes. Vidare underställdes staben Västra militärregionen i ledningsfrågor direkt chefen insatsledningen i Högkvarteret. I Försvarsmaktens budgetunderlag till regeringen för 2020 föreslogs att de fyra militärregionala staberna från 1 januari 2020 skulle inrättas som egna organisationsenheter. Cheferna för militärregionstaberna föreslogs i sin tur underställas rikshemvärnschefen avseende produktion av utbildningsgrupper och hemvärnsförband. Detta medförde att utbildningsgrupperna överfördes organisatoriskt från ett utbildningsförband till de fyra militärregionala staberna. I regeringens proposition framhöll dock regeringen att den militära regionala indelningen kunde komma att justeras, det beroende på utfallet av utredningen "Ansvar, ledning och samordning inom civilt försvar" (dir. 2018:79). För Livregementets husarer innebar denna förändring att Örebro-Värmlandsgruppen överfördes till Västra militärregionen från och med den 1 januari 2020.
I linje med Försvarsmaktens strategiska inriktning 2021-2030 omorganiseras före detta 31. lätta skyttebataljonen till 31. jägarbataljon, ett konventionellt jägarförband med uppgift att understödja Försvarsmaktens specialförband.

## Verksamhet
Regementet bildades 1815 som ett självständigt förband och är ett utbildningsförband inom Försvarsmakten, där såväl idén om en svensk luftburen bataljon utvecklas samt förmågan att använda Unmanned Aerial Vehicles (UAV) för fjärrspaning utforskas. I Karlsborgs garnison invid Vätterns strand finns även Särskilda operationsgruppen (SOG) inrymda. Genom försvarsbeslutet 2000 beslutades Försvarsmakten skulle organiseras och bygga upp en luftburen bataljon. I planeringsstadiet tänkte man sig att 30 medeltunga helikoptrar och åtta attackhelikoptrar skulle vara knutna till bataljonen. Tanken med att införskaffa attackhelikoptrar slopades dock under tidigt 2000-tal, av de medeltunga helikoptrarna beställdes bara 18. Detta innebar en omsvängning från ett förband avsett för "luftmobila operationer med helikopter" till ett förband avsett för "luftmobila operationer med transportflygplan". År 2008 blev bataljonen operativ, vilken tidigare varit en del av Husarbataljonen vid Livregementets husarer, men från och med januari 2008 delades Husarbataljonen upp i 31. luftburna bataljonen och 32. underrättelsebataljonen. Vid Livregementets husarer finns idag (2020) 31. lätta bataljonen och 32. underrättelsebataljonen. Där finns även fallskärmsjägarplutonen, före detta Fallskärmsjägarskolan, flygenheten och Försvarsmaktens överlevnadsskola.

### Nationell verksamhet

#### Utbildningsskvadroner
I samband med att regementet bildades 1815, ärvdes Livregementsbrigadens skvadronsindelningen från 1791, vilken bestod av åtta skvadroner. År 1834 omorganiserades kavalleriet och med det reducerades antalet skvadroner i kavalleriregementena till fem. Den organisationen bestod fram till 2016, då regementet återgick till den skvadronsindelningen som gällde 1791 och återigen fick åtta skvadroner: Lifskvadron, Örebro, Östra Närkes, Västra Närkes, Vadsbo, Valla, Sanna och Arboga skvadroner.
Lifskvadron (1. skv) Valspråk - "Pie" (Plikttroget)
Lifskvadron (före detta Fellingsbro skvadron) har ansvaret för all Grundläggande Militära Utbildning (GMU) vid regementet. För de rekryter som påbörjar sin provanställning vid någon av bataljonerna direkt efter GMU:n svarar även Lifskvadronen för den första tiden av den fortsatta militära utbildningen (FMU). 
Örebro skvadron (2. skv) Valspråk - "Pro civibus" (För medborgarna)
Örebro skvadron är knuten till den 31. Luftburna bataljonen och har under den senaste åren huserat IA09 och den luftburna bataljonens beredskapsförband till Battle Group 11.
Östra Nerike skvadron (3. skv) Valspråk - "In Tutelam" (I beredskap)
Östra Nerike skvadron är knuten till 32.Underrättelsebataljon, och huserar delar av den bataljonens personal och verksamhet.
Västra Nerike skvadron (4. skv) Valspråk - "In Tutelam" (I beredskap)
Västra Nerike skvadron är vilande.
Vadsbo skvadron (5. skv) Motto - "Constanter" (Pålitlig)
Valla skvadron (6. skv)
Sanna skvadron (7. skv)
Arboga skvadron (8. skv)
Arboga skvadron är sedan 1 januari 2020 vilande.  Var knuten perioden 1 augusti 2016–31 december 2019 till Örebro-Värmlandsgruppen och utbildade skyttesoldater till Hemvärnet.

### Internationell verksamhet
Livregementets husarer har genom åren haft huvudansvar eller ett delat huvudansvar för ett antal olika internationella fredsbevarande insatser samt fredsframtvingande insatser. I före detta Jugoslavien stod regementet för hela eller delar av kontingenterna KS05, KS08. I Afghanistan ansvarade regementet för hela eller delar av kontingenterna FS22. I Mali för hela eller delar av Mali 01, Mali 02.

## Ingående enheter
I samband med att Försvarsmakten organiserade Insatsorganisation 2014, kom Södra skånska regementet att sätta upp två så kallade manöverbataljoner. Vidare ingår två hemvärnsbataljoner i regementet, vilka understöds av utbildningsgruppen Örebro-Värmlandsgruppen och leds via Militärregion Väst (MR V), som har sin stab förlagd vid Skövde.

### 31.jägarbataljonen
31. jägarbataljonen är ett krigsförband som bildades i januari 2008, då husarbataljonen delades i två bataljoner, 31. luftburna bataljonen och 32. underrättelsebataljonen. Den luftburna bataljonen avvecklades 2013 för att utvecklas till en lätt skyttebataljon, vilken sattes upp gemensamt med Livgardet och Livregementets husarer. År 2016 återetablerades den lätta skyttebataljon, för att vidmakthålla inom armén en snabb luftrörlighet. År 2022 omorganiserades den lätta skyttebataljon till jägarbataljonen. Jägarbataljonen är ett så kallat stående förband och är ett lätt, konventionellt jägarförband, med uppgift att bland annat stödja Försvarsmaktens specialförband. Bataljonen kännetecknas av sina stora och snabba rörlighet, vilken görs med hjälp av helikoptrar, transportflygplan eller egna fordon. Striden genomförs i regel till fots med burna vapensystem.

### 32.underrättelsebataljonen
32. underrättelsebataljonen är ett krigsförband som bildades i januari 2008, då husarbataljonen delades i två bataljoner, 31. luftburna bataljonen och 32. underrättelsebataljonen. Underrättelsebataljonen är ett så kallat stående förband och kännetecknas genom förmågan till informationsinhämtning, vilken görs med hjälp av förflyttning till fots, med terrängfordon, helikopter eller fällas i fallskärm. Bataljonen kan verka på stora ytor och avstånd och på djupet av fiendekontrollerat område.

### Försvarsmaktens överlevnadsskola
Försvarsmaktens överlevnadsskola (Fös) är en försvarsmaktsgemensam enhet som utbildar i överlevnadsteknik.

## Tidigare ingående enheter

### Arméns underrättelseskola
Arméns underrättelseskola (UndS) var ett svenskt skolförband inom armén som verkade åren 1964–1998. I samband med att Livregementets husarer omlokaliserades till Karlsborgs garnison, blev underrättelseskolan den 1 juli 1983 en del av regementet. Den 1 juli 1994 avskildes skolan från regementet, och bildade en självständig enhet.

### Fallskärmsjägarskolan
Fallskärmsjägarskolan (FJS) är en tidigare enhet inom den svenska armén som utbildade fallskärmsjägare. Skolan bildades 1952 och lokaliserades till Karlsborg. Skolan administrerades åren 1952–1961 av Karlsborgs luftvärnsregemente (Lv 1), och åren 1962–1984 av Göta signalregemente (S 2). Älvsborgs regemente (I 15) var dock så kallad truppregistreringsmyndighet för skolans värnpliktiga. I samband med att Livregementets husarer omlokaliserades till Karlsborg, kom skolan från den 1 juli 1984 bli en del av Livregementets husarer. Enligt ÖB:s beslut (FFS 2004:5) kom Fallskärmsjägarskolan från den 1 januari 2005 att utgöra en
självständig enhet inom  regementet. Dock så löd Fallskärmsjägarskolan under Högkvarteret vad avsåg insats- och verksamhetsledning. Sedan 2009 är Fallskärmsjägarskolan avvecklad, de ingående delarna delades mellan Särskilda operationsgruppen och 32. underrättelsebataljonen.

### Göta signalbataljon
Göta signalbataljon (S 2) var en grundutbildningsbataljon vid Livregementets husarer som verkade åren 1984–1997. Inför försvarsbeslutet 1982 föreslog Överbefälhavaren att Göta signalregemente (S 2) skulle avveckla senast 1984. Huvuddelen av regementets utbildningsansvar skulle istället överföras till Upplands regemente (S 1). Även om Göta signalregemente skulle avvecklas, så ansåg regeringen att det skulle finnas kapacitet och resurser i Karlsborg för grundutbildning av ett kompani, samt för repetitionsutbildning av vissa stabs- och sambandsförband. Vid denna förändring i försvarets grundorganisation, friställdes lokaler i Karlsborg, vilka övertogs av Livregementets husarer (K 3), som omlokaliserades till Karlsborg sommaren 1984. Den 30 juni 1984 avvecklades Göta signalregemente som ett självständigt förband. Från den 1 juli 1984 uppgick förbandet som en utbildningsbataljon inom Livregementets husarer (K 3). Bataljonen avvecklades den 31 december 1997.

### Husarbataljonen
Husarbataljonen var en grundutbildningsbataljon vid Livregementets husarer som verkade åren 1984?–2007. Bataljonen upplöstes 2007 genom att den från januari 2008 delades i två bataljoner, 31. luftburna bataljonen och 32. underrättelsebataljonen.

### Örebro-Värmlandsgruppen
Örebro-Värmlandsgruppen (ÖVG) är en utbildningsgrupp som verkat i olika former sedan 2000. Genom försvarsbeslutet 2004 kom gruppen från den 1 januari 2006 att bli en del av Livregementets husarer. Gruppen utbildar och stödjer hemvärnet i Värmlands och Örebro län. Den 1 januari 2020 överfördes gruppen organisatoriskt till Västra militärregionen.

## Förläggningar och övningsplatser

### Förläggning
Regementet hade sedan 1780 sin mötes- och övningsplats på Utnäs löt cirka 3 km nordost om Strömsholms slott. Från 1836 hade regementet sin expedition och skolor förlagda till Örebro (Se vidare: Husarstallet, Örebro och Husarernas kanslihus och ridhus, Örebro). Förbandet hade åren 1815–1836 sin mötes- och övningsplats på Utnäs löt vid Strömsholm, och från 1846 på Sannahed, mellan Kumla och Hallsberg. År 1902 föreslog gav regeringen anslag för ett nytt kasernetablissement, vilket skulle bestå av en kasernbyggnad innehållande kansli-, sjuk- och arrestlokaler, kokinrättning, fem skvadronstallar, exercishus, ridhus, varmbadhus, skosmedja, sjukstall samt behövliga uthus. Den 1 april 1902 fick arméförvaltningen i uppdrag av regeringen att sluta avtal med Skövde om upplåtande mark till kasernetablissement för Livregementets husarer och Första Göta trängkår. Samma år påbörjades arbetena med det nya kasernetablissement. Den 1 november 1905 flyttade regementet till sitt nya kasernetablissement i Skövde. Den 4 december 1905, i samband med regementets högtidsdag, hölls en ceremoni över inflyttningen. År 1944 förlades ett kompani ur Signalregementet till Skövde, vilket samlokaliserades med Livregementets husarer i kavallerikasernen. År 1958 omorganiserades kompaniet till Signalbataljonen i Skövde och 1961 omlokaliserades bataljonen, under namnet Göta signalkår, till Karlsborgs garnison. Från den 1 juli 1984 övertog regementet Göta signalregementes förläggning i Karlsborgs fästning.

### Detachement
Borås

K 3 B var åren 1952–1956 ett av regementet uppsatt cykelkavallerikontinent sammlokaliserade med Älvsborgs regemente i Borås. Kontinenten bestod av två skvadroner från Livregementets husarer, medan befälen överfördes från det avvecklade Skånska kavalleriregementet. Första inryck av värnpliktiga skedde den 6 maj 1952. Den 6 maj är även årsdagen på när Älvsborgs regemente tillsammans med Magnus Stenbock kapitulerade 1713, som kom att kallas Stenbocks kapitulation vid Tönnigen. Kapitulationen resulterade i att hela Älvsborgs regemente upplöstes och hamnade i dansk fångenskap. Den 30 juni 1956 avvecklades detachementet i Borås.
Ljungbyhed

K 3 L var åren 1943–1945 en kavalleriskvadron förlagd till Ljungbyhed. I samband med att Skånska kavalleriregementet avvecklades som kavalleriförband och istället organiserades som pansarförband under namnet Skånska dragonregementet. Så kom en kavalleriskvadron överföras till Livregementets husarer, vilken förlades i Ljungbyhed från och med den 1 oktober 1943. Skvadronen som benämndes K 3 L avvecklades senare den 30 september 1945.
Ystad

K 3 Y var åren 1952–1956 ett av regementet uppsatt cykelkavallerikontinent sammlokaliserade med Södra skånska regementet i Ystad. Den 1 oktober 1952 överfördes personal och befäl tillsammans med en cykelkavallerikontingenten ur Skånska kavalleriregementet till Ystads garnison, där de förlades som ett detachementet till Livregementets husarer. Detachementet som benämndes som K 3 Y avvecklades senare den 30 juni 1956.

### Övningsplatser
Åren 1780–1843 hade regementet sin övningsplats vid Utnäslöt samt vid Mosås. Åren 1830–1886 hölls regementsmöten vid Axevalla hed, medan befälsmöten hölls i Mosås. Åren 1843–1905 hade regementet sin mötesplats på södra delen av Sannahed.

## Heraldik och traditioner
Åren 2006–2019 förde regementet traditionerna, genom Örebro-Värmlandsgruppen, Värmlands regemente (I 2) och Livregementets grenadjärer (I 3) vidare. Regementet för sedan 2013 i första hand vidare traditioner för Fallskärmsjägarkåren. I andra hand för Göta signalregemente (S 2), Fallskärmsjägarskolan (FJS), och Försvarsmaktens idrotts- och överlevnadscentrum (FMIÖC).
Regementets högtidsdag är 4 december, som minne till av Slaget vid Lund den 4 december 1676.

### Förbandsstandar
Regementets standar består stora riksvapnet utan mantel, samt under ordenskorset ett vitt svärd. Som förbandstecken bär regementet Sveriges heraldiska nationalsymbol, Tre kronor, vilket är ett arv från ursprungsregementet Livregementet till häst. Vilket även var gemensamt med Livregementets dragoner (K 2) och Livregementets grenadjärer (I 3). Från den 1 januari 1998 fördes Göta signalregementes fana som traditionsfana.

### Utmärkelsetecken
År 2000 instiftades Livregementets husarers förtjänstmedalj i guld/silver/brons (LivreghusGM/SM/BM).

### Tidigare Vänförband
- The Household Cavalry Regiment, Storbritannien.[2]
- 76. luftlandsättningsdivisionen, Ryssland.[2]

## Förbandschefer

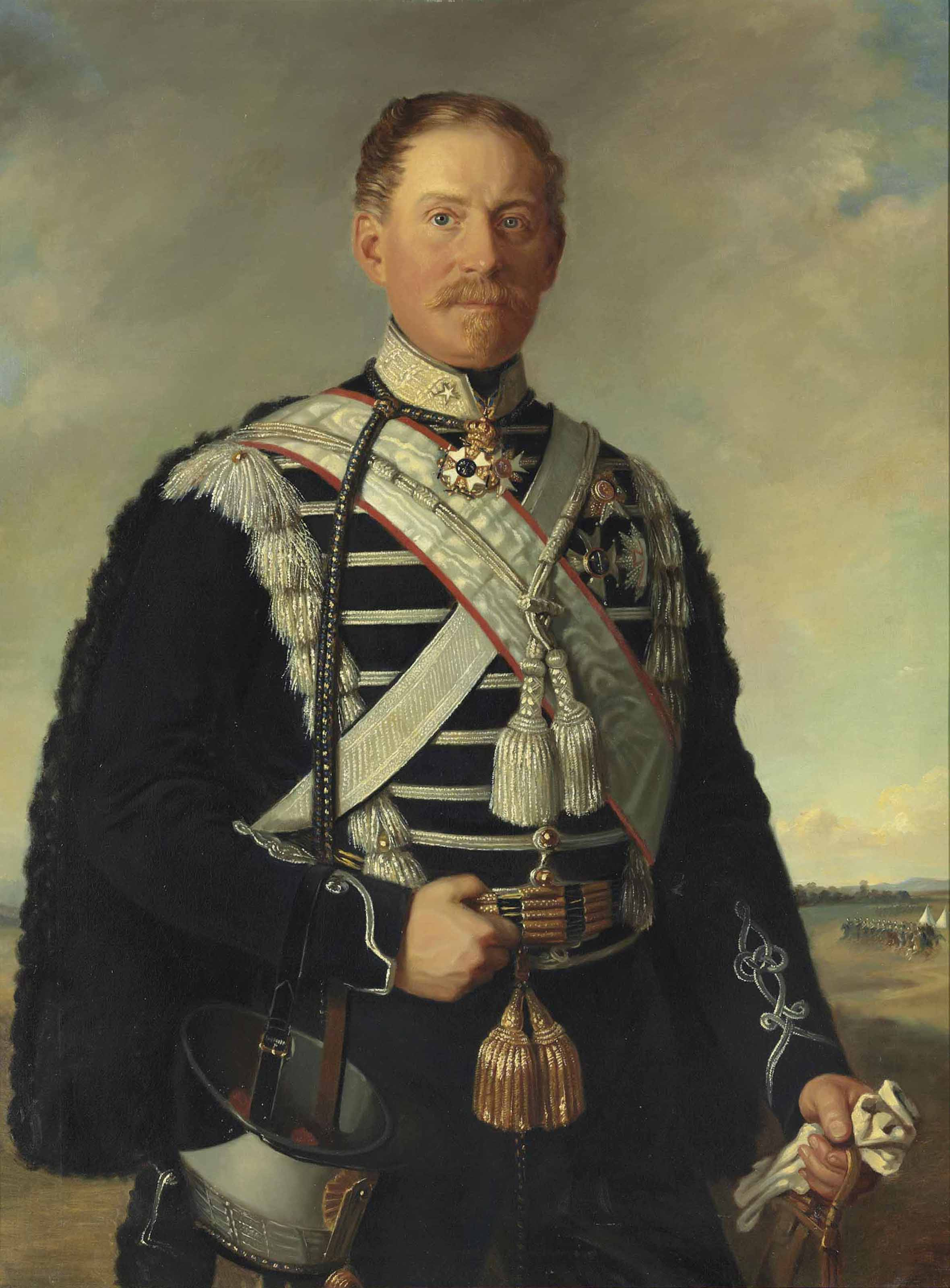
Generalmajor Carl Herman Leuhusen, regementets sekundchef 1855-1862, i regementets uniform.

Sekund- och regementschefer verksamma vid regementet sedan 1791. Sekundchef var en titel som användes fram till den 31 december 1974 vid de regementen som ingick i Kungl. Maj:ts Liv- och Hustrupper. Åren 1791–1809 var Hertig Karl regementschef. Åren 1818–1974 var H M Konungen regementschef. Från 1975 är monarken hederschef för regementet.

### Regementschefer
- 1791–1809: Hertig Karl av Södermanland
- 1810–1818: Kronprins Karl Johan
- 1818–1844: Karl XIV Johan
- 1844–1859: Oscar I
- 1859–1872: Karl XV
- 1872–1905: Oscar II
- 1907–1950: Gustaf V
- 1950–1973: Gustaf VI Adolf
- 1973–1974: Carl XVI Gustaf
- 1975–1976: Gustaf Malmström
- 1976–1980: Magnus Olson
- 1980–1983: Arne Håkansson
- 1983–1985: Lars Andersson
- 1985–1993: Göran Sjövall
- 1993–1997: Anders Lindberg
- 1997–2002: Claes Ljunggren
- 2002–2005: Berndt Grundevik
- 2005–2009: Ulf Gunnehed
- 2009–2013: Anders Löfberg
- 2013–2017: Dag Lidén [f]
- 2017–2022: Ola Barvér [g]
- 2022–2024: Markus Höök [h]
- 2025–20xx: Björn Andersson [i]

### Sekundchefer
- 1791–1793: Nils Silfverschiöld
- 1793–1796: David Stierncrona
- 1796–1801: Isaac Lars Silfversparre
- 1801–1827: Johan Gabriel Aminoff
- 1827–1829: Fredric Ulric von Essen (Tf.)
- 1829–1855: Fredric Ulric von Essen
- 1855–1862: Carl Herman Leuhusen
- 1862–1868: Sven Löwen
- 1868–1881: Henrik Palmstierna
- 1881–1893: Hugo Hamilton
- 1893–1904: Carl Wilhelm Herman Leuhusen
- 1904–1913: Gustaf Adolf Nyblæus
- 1913–1917: Carl Thorsten Gotthard Rudenschöld
- 1917–1922: Adolf Adelswärd
- 1922–1926: Axel Fredric Ahnström
- 1926–1935: Carl Erik Knös
- 1935–1937: Henry Georg Rudolf Peyron
- 1937–1943: Henrik Palmstierna
- 1943–1945: Åke Hök
- 1945–1951: Gösta Christian Fredrik Bergenstråhle
- 1951–1954: Sven David Oskar Hermelin
- 1954–1955: Per-Hjalmar Bauer
- 1955–1959: Fritz Magnus Sommar Bruzelius
- 1959–1967: Bengt Ljungquist
- 1967–1974: Gustaf Malmström

## Namn, beteckning och förläggningsort
| Kungl. Livregementets husarkår | 1815-12-16 | – | 1892-12-31 |
| Kungl. Livregementets husarer  | 1893-01-01 | – | 1974-12-31 |
| Livregementets husarer         | 1975-01-01 | – |            |

| № 3 | 1816-03-26 | – | 1914-09-30 |
| K 3 | 1914-10-01 | – |            |

| Utnäslöt (Ö)            | 1815-??-?? | – | 1836-??-?? |
| Sannahed (Ö)            | 1843-??-?? | – | 1905-10-31 |
| Örebro garnison (Ö)     | 1862-10-07 | – | 1905-10-31 |
| Skövde garnison (Ö)     | 1905-11-01 | – | 1984-06-30 |
| Karlsborgs garnison (Ö) | 1984-07-01 | – |            |
| Örebro garnison (D)     | 2006-01-01 | – | 2019-12-31 |
| Villingsberg (D)        | 2016-01-01 | – | 2019-12-31 |

## Galleri

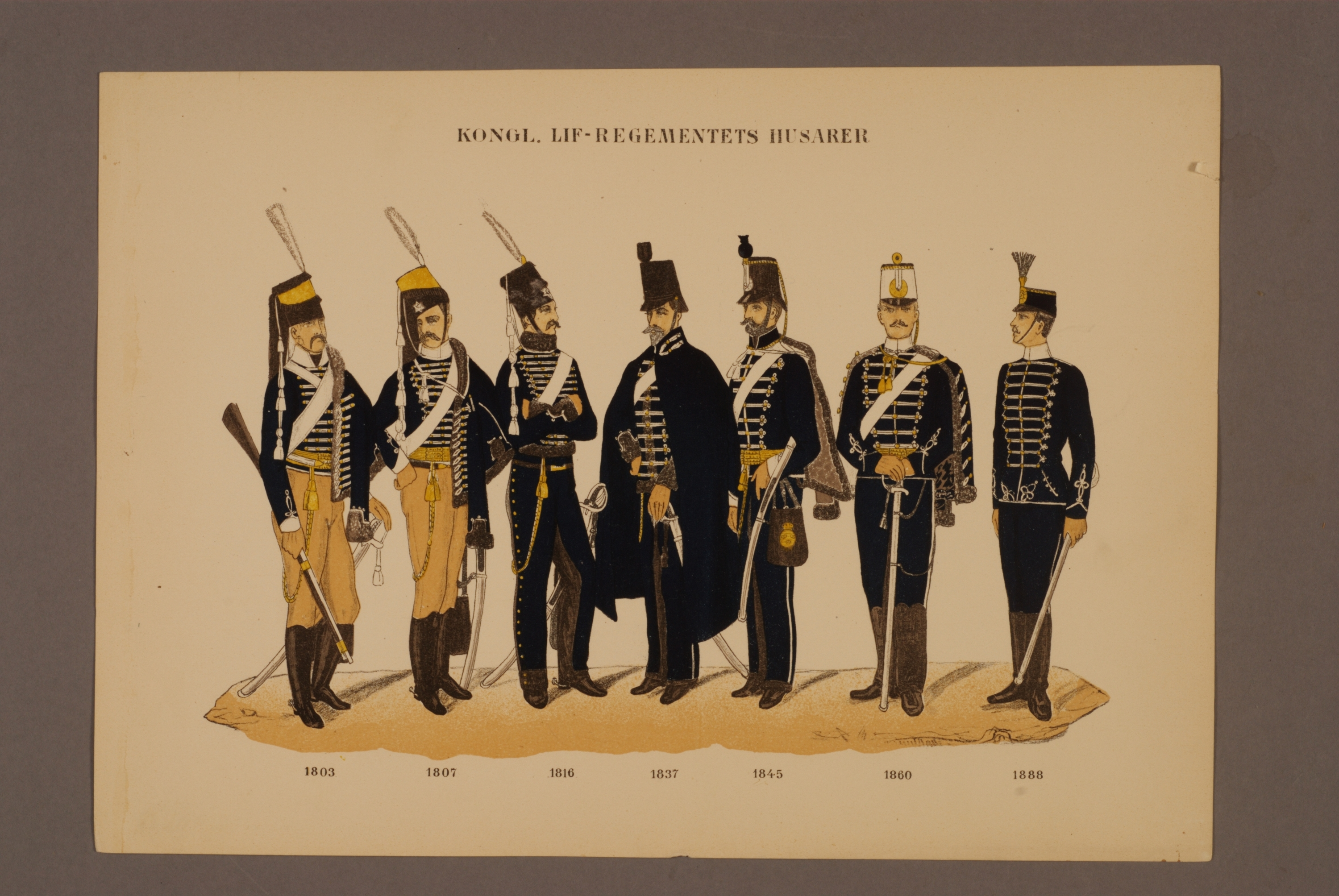
Regementets uniformer åren 1803-1888.
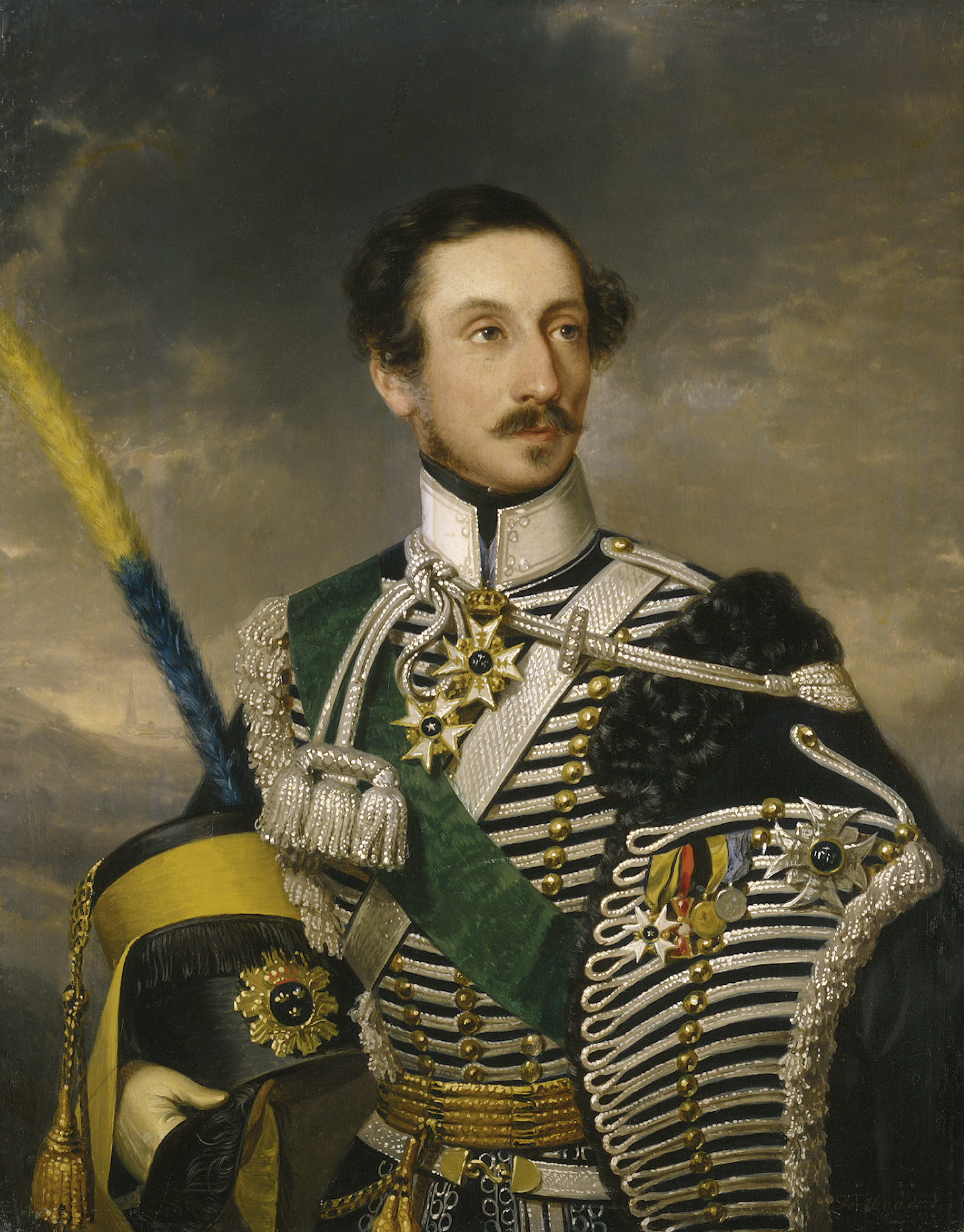
Carl Gustaf Löwenhielm i regementets uniform från första halvan av 1800-talet.
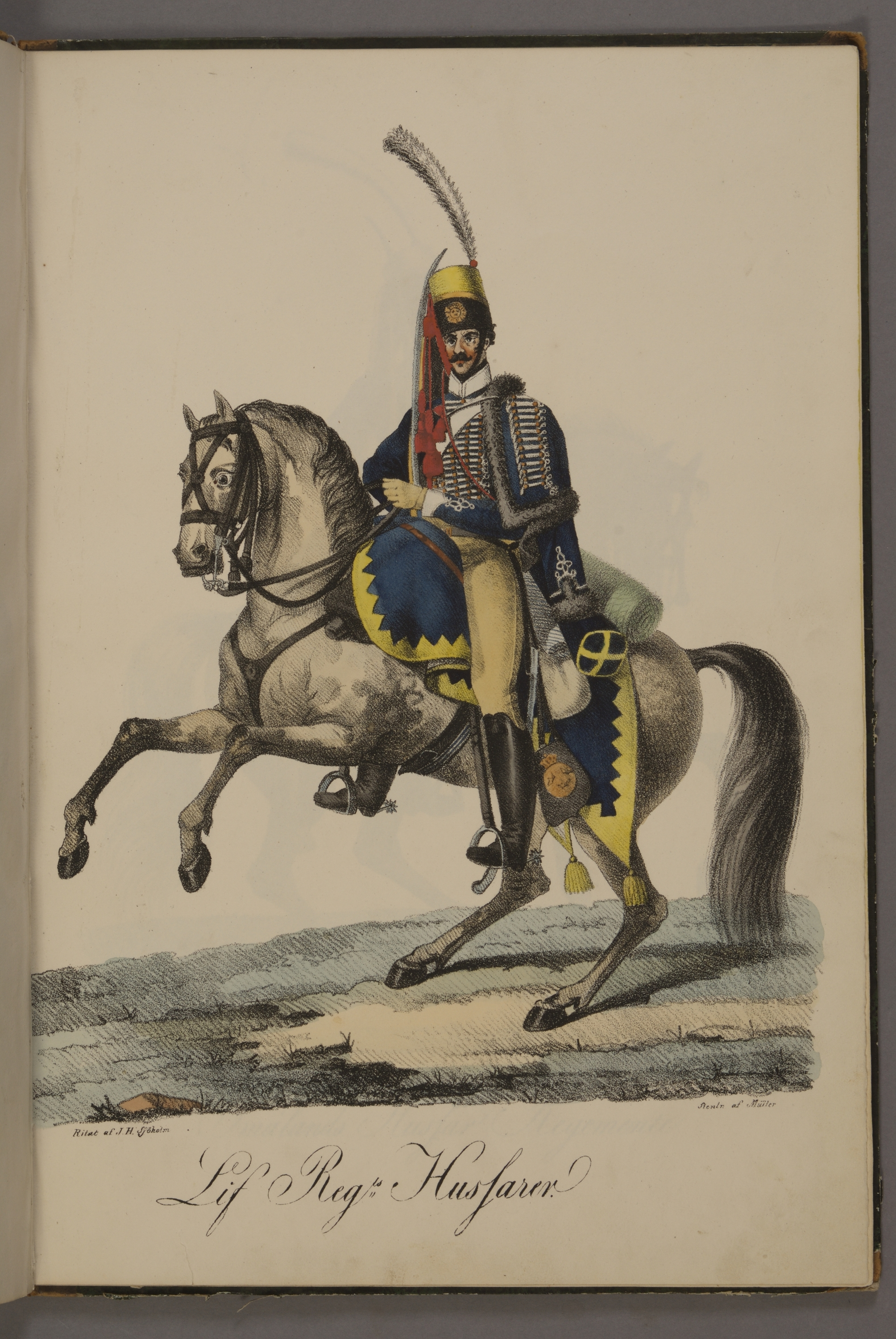
Uniform cirka 1825.
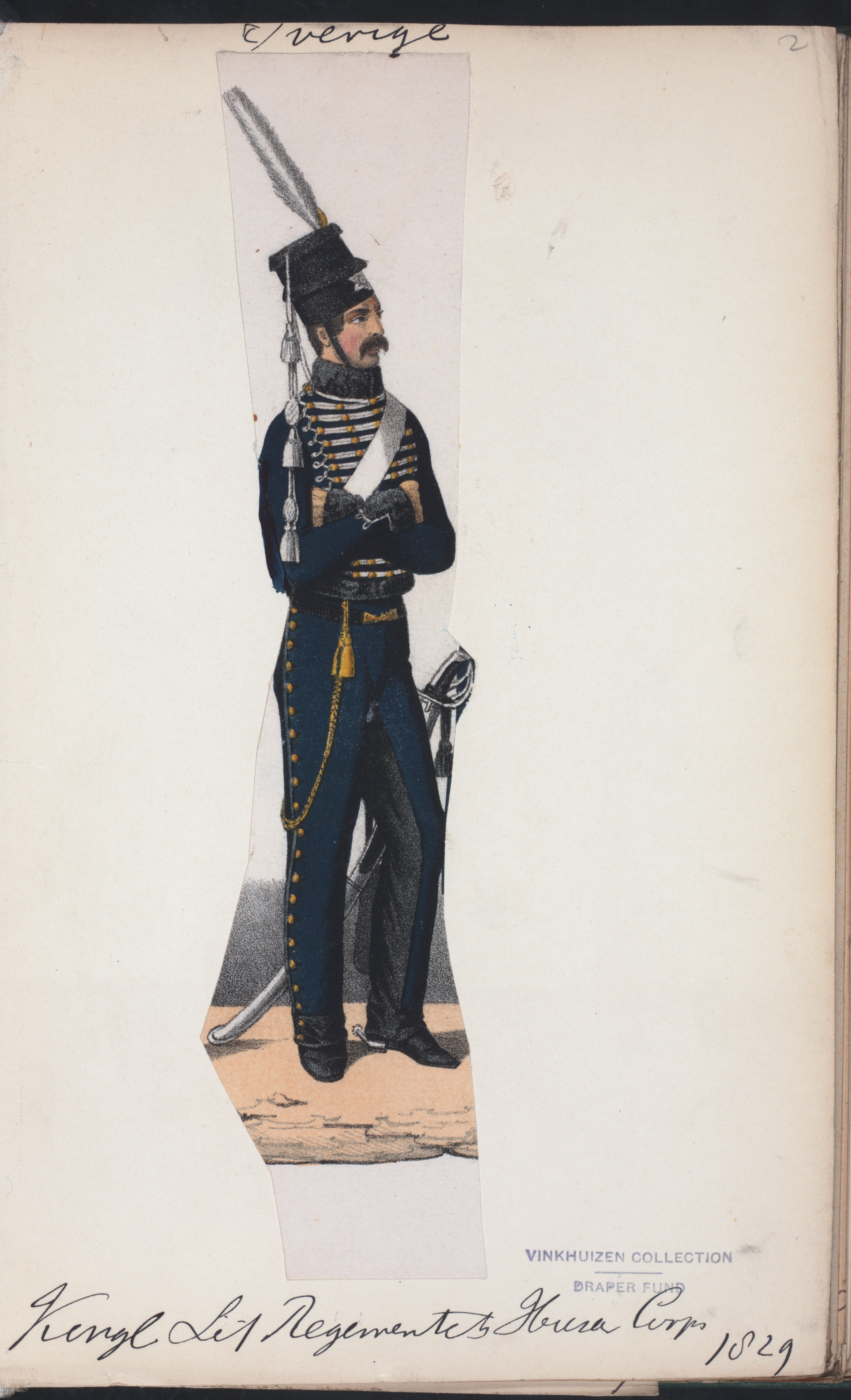
Uniform 1829.
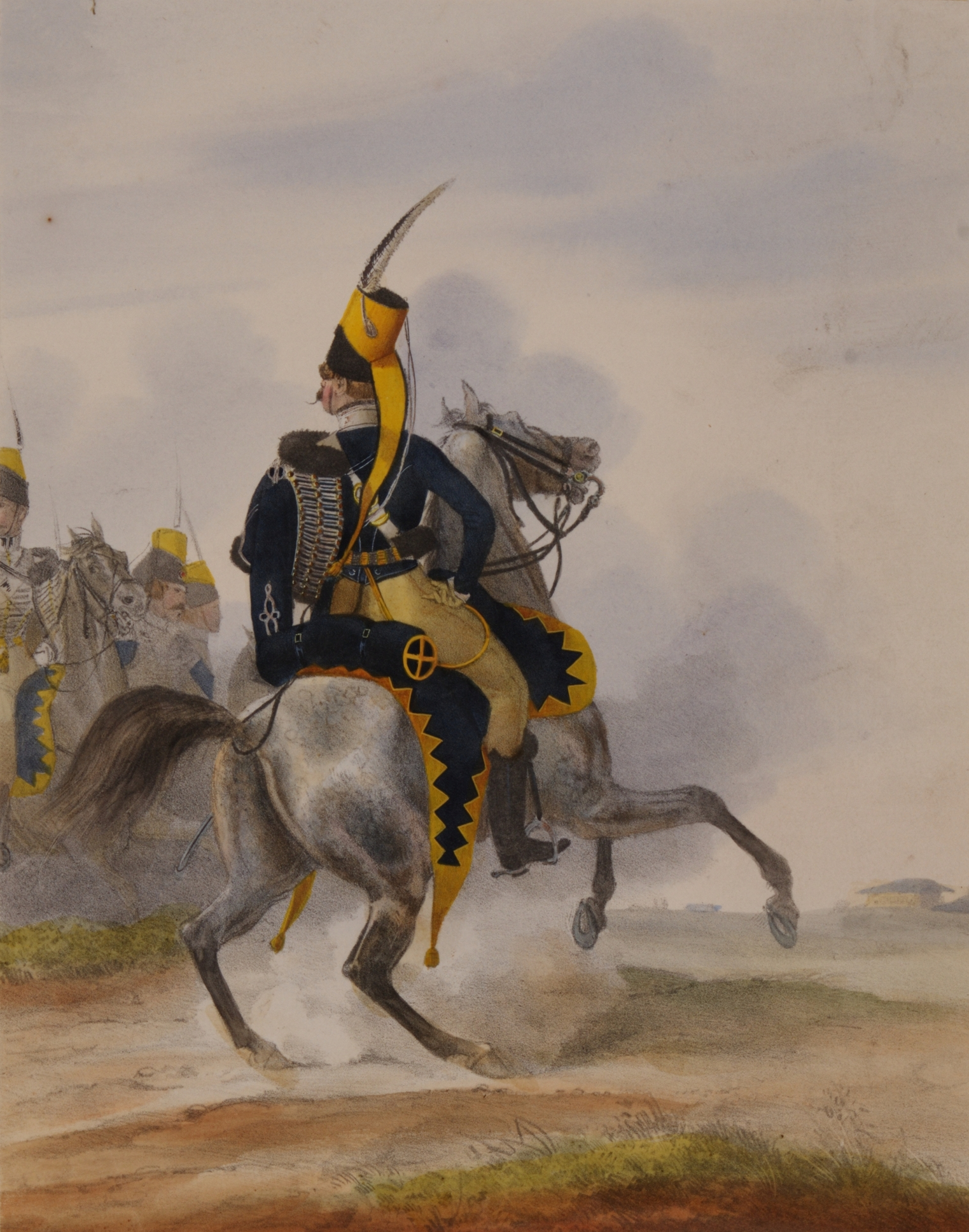
Uniform cirka 1840.
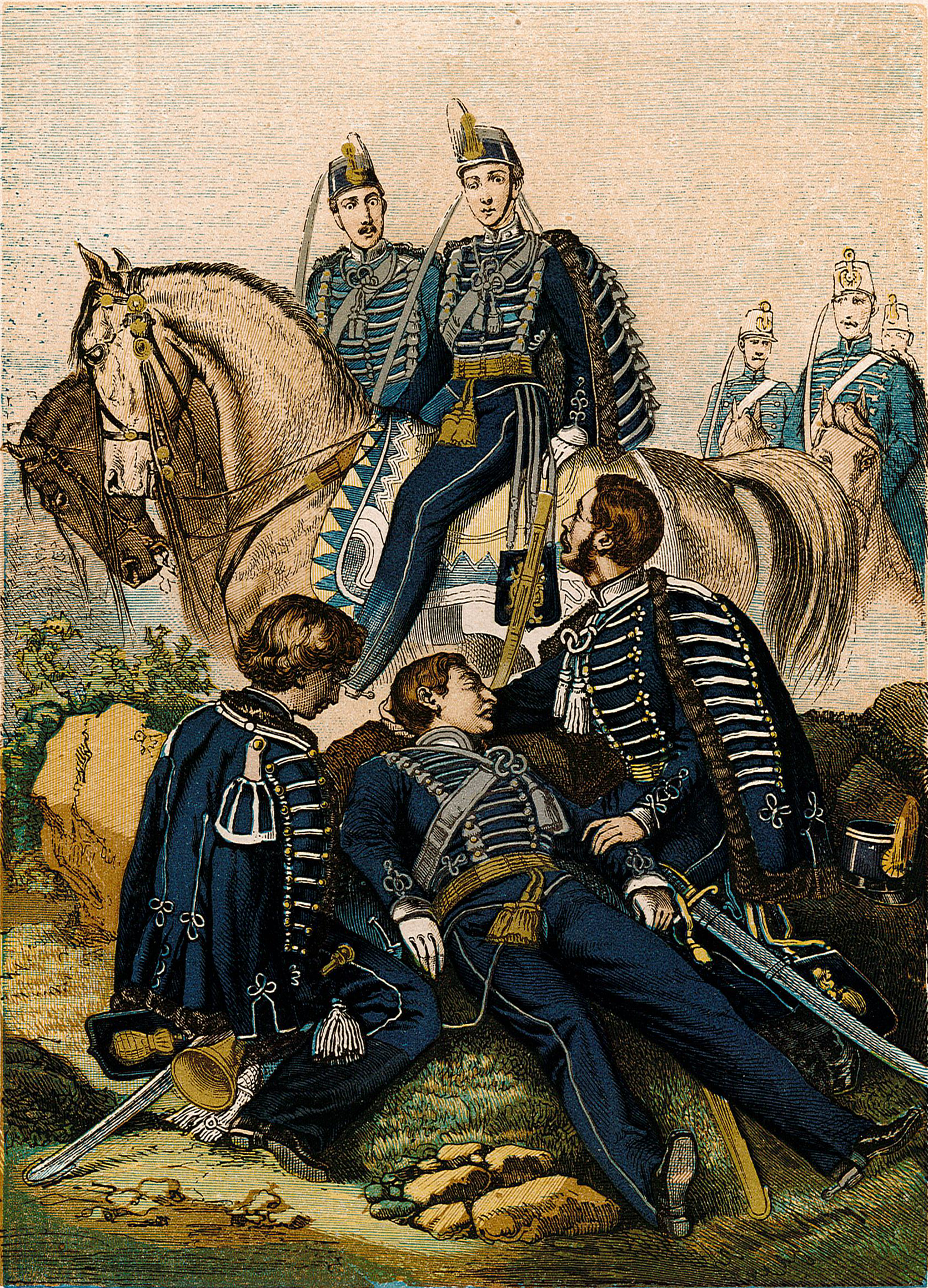
Regementets uniformer vid mitten av 1860-talet.
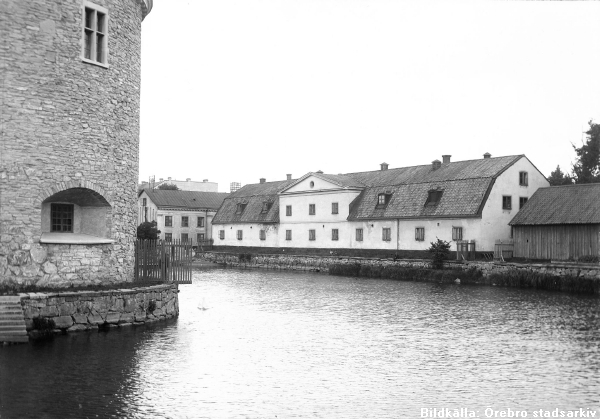
Husarstallet Örebro c:a 1908, nu rivet. Örebro slott till vänster.
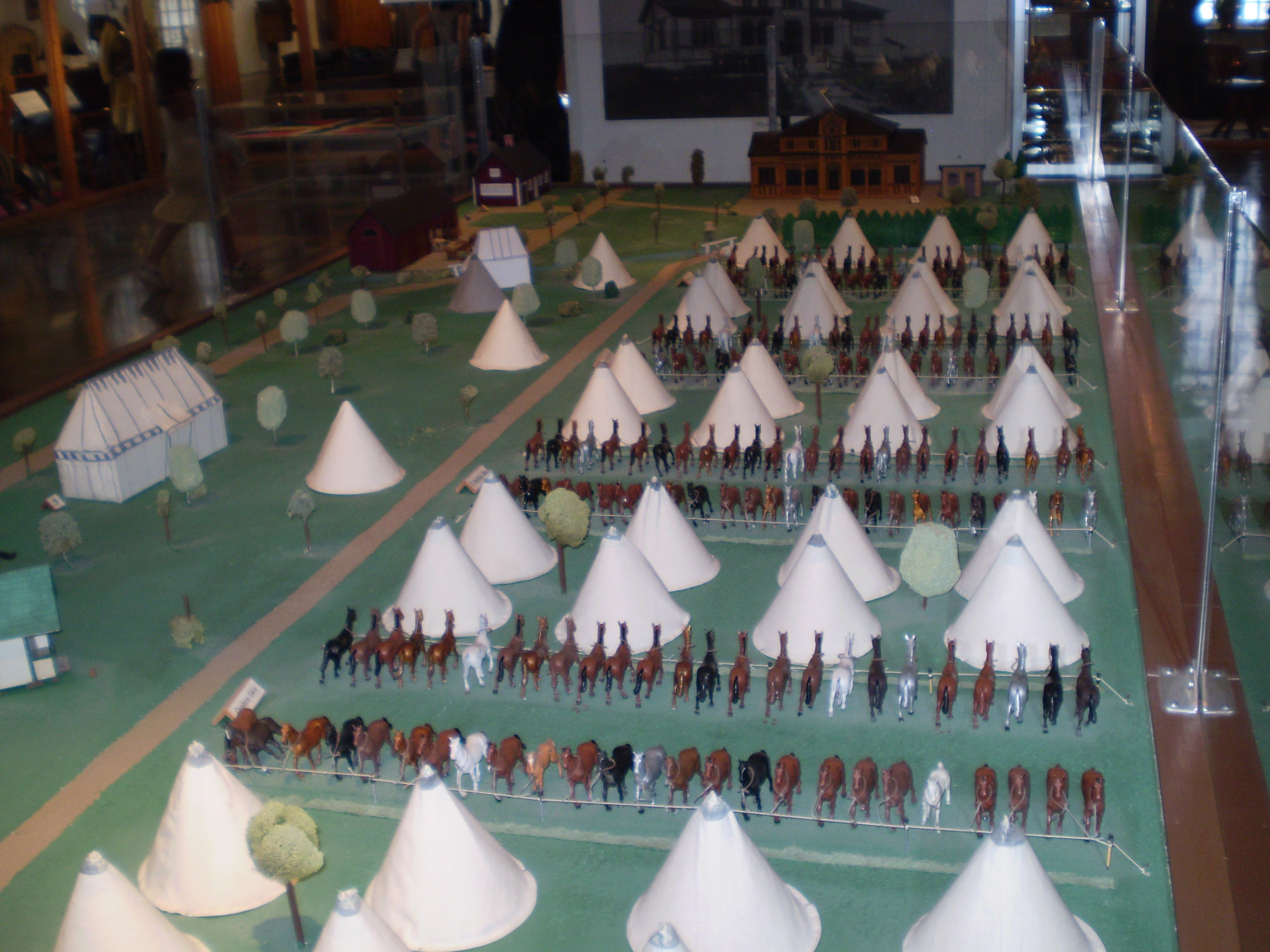
Modell över regementets tidigare mötesplats på Sannahed.
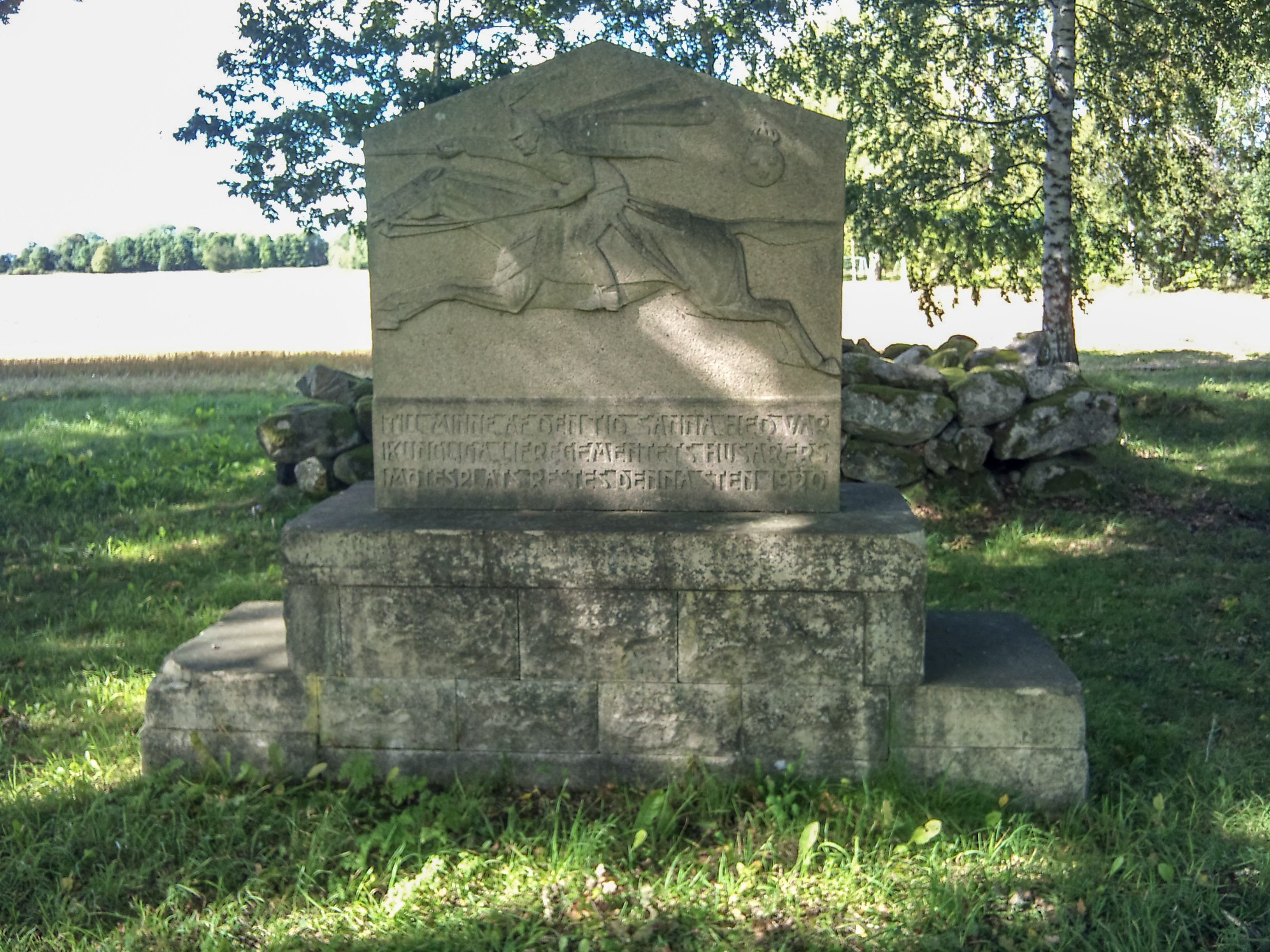
Minnessten över regementets tid vid Sannahed.
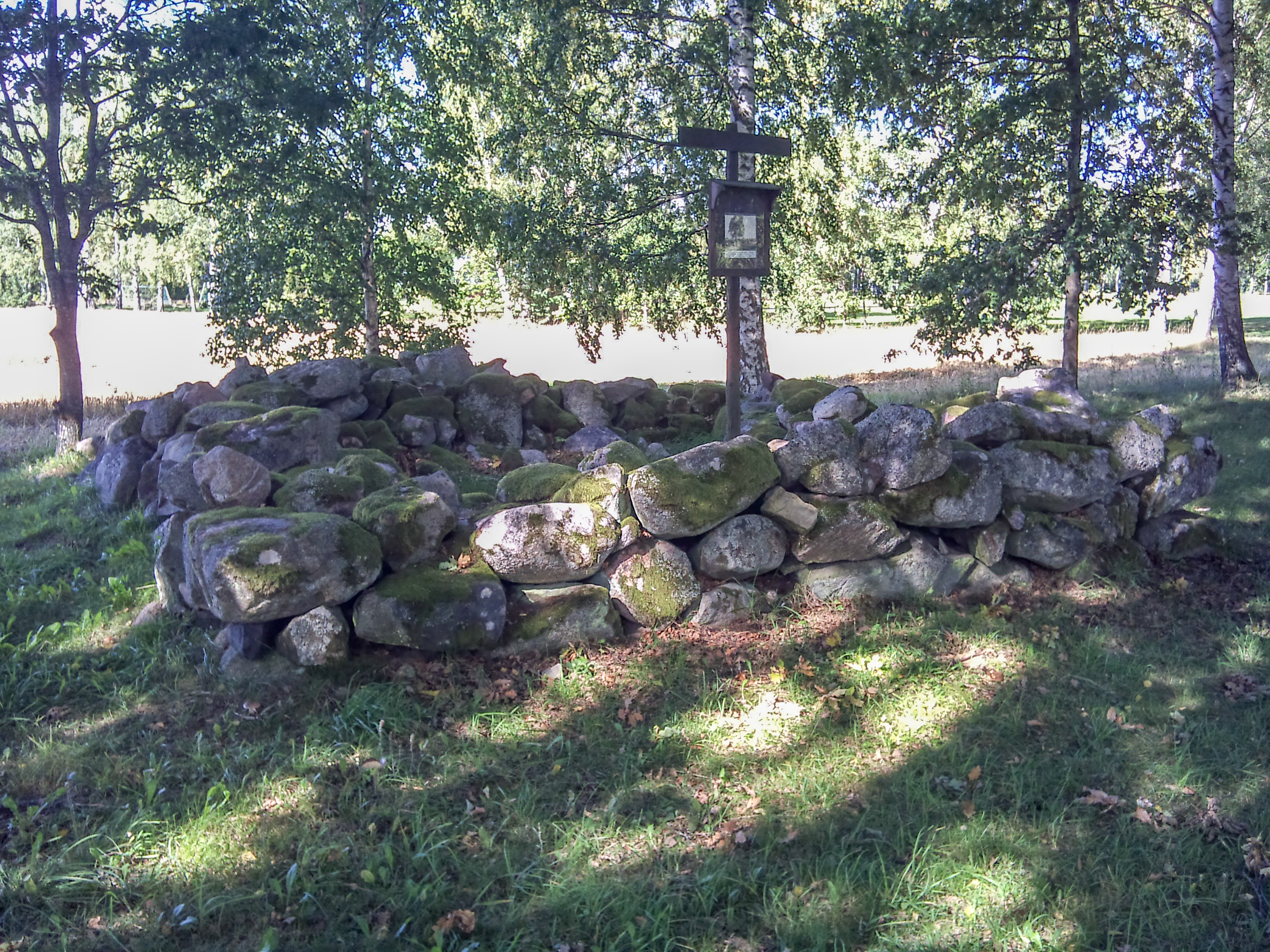
Husarkällan vid Sannahed.
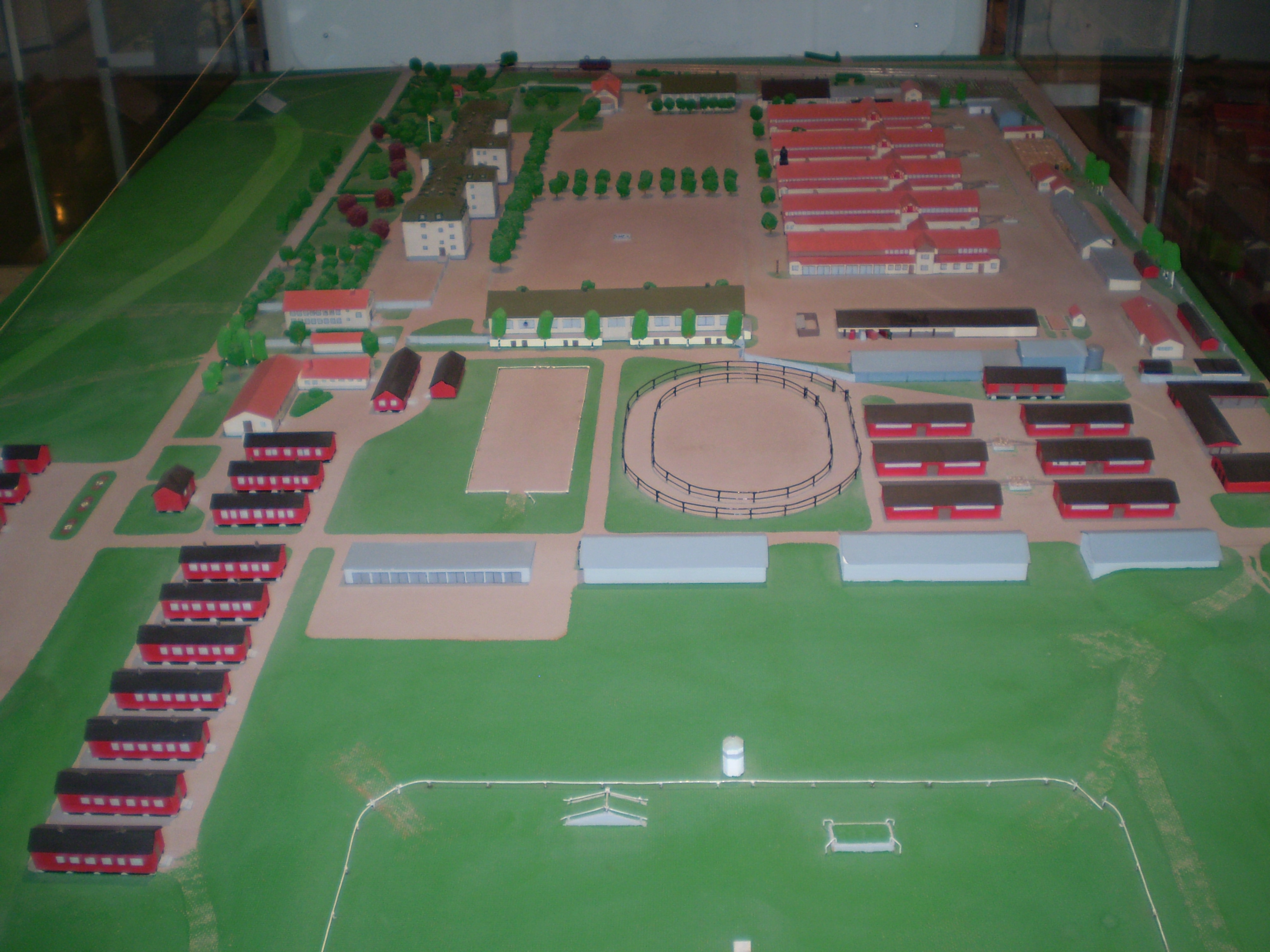
Modell över regementets tidigare förläggning i Skövde.
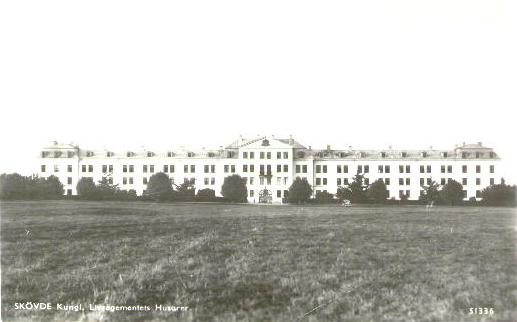
Kungliga Livregementets husarer (K 3) i Skövde, troligtvis 1930-tal.